# Савченко, Николай Лаврентьевич
Николай Лаврентьевич Савченко (укр. Микола Лаврінович Савченко; 20 февраля 1921, Берёзовая Лука, Полтавская губерния, УССР, СССР — 1 января 1979, Детройт, США) — украинский националистический деятель, бывший офицер РККА, майор УПА; в послевоенные годы председатель Объединения бывших военных УПА в США и основатель издательства «Літопис УПА». Кавалер Золотого креста Боевой заслуги УПА 1-го класса. В рядах УПА известен под псевдонимами «Байда» и «377», также пользовался фальшивыми документами на имя Петра Миколенко (ещё один псевдоним).

## Биография
Родился 20 февраля 1921 года в деревне Берёзовая Лука (ныне Гадяцкий район Полтавской области) в крестьянской семье. Окончил 10-летнюю школу и керамический техникум в Миргороде. После начала войны мобилизован в РККА, в звании лейтенанта участвовал в боях против немцев, но попал в немецкий плен. Оставшись на территории Полтавской области, пошёл на сотрудничество с оккупантами и ушёл служить во вспомогательных частях вермахта, откуда дезертировал в 1943 году.
В 1943 году вступил в УПА в Карпатах. Командовал подразделом ВО-5 «Маковка» в окрестностях Дрогобыча, с июля 1944 года нёс службу в охране Большого съезда Украинского главного освободительного совета. С августа 1944 года командовал сотней «Схидняки», где воевали бывшие красноармейцы из центра и востока Украины. 15 сентября 1944 вступил в Лемковский загон ВО-6 «Сян» в военном округе УПА-Запад, где воевал против немцев с августа по сентябрь.
После ухода немцев с территории Украины Савченко остался в Лемковском курене, действовал со своим отрядом на территории Станиславской области и у Дрогобыча. 17 ноября 1944 вступил в бой против советских внутренних войск в селе Сторона (Дрогобычский район) и остался в живых, несмотря на разгром своей сотни. В январе 1944 года заболел воспалением почек, и остатки его сотни ушли на юго-восток Тарнопольской области без командира. Осенью назначен куренным адъютантом, 1 января 1946 произведён в старшие булавные и снят с должности адъютанта сотника Мартина Мизерного.
В феврале 1946 года Савченко назначен заместителем командира 26-го Лемковского тактического отряда «Лемко» и командиром Перемышльского куреня. Произведён 22 января 1947 года в хорунжие. В августе 1947 года командовал рейдом куреня с территории СССР на Запад, в 1948 году назначен заместителем шефа Миссии УПА за границей и членом Заграничного представительства Украинского главного освободительного совета (1948—1950). В майоры УПА произведён 1 июля 1949.
В 1950 году Савченко уехал в США, где окончил колледж по специальности инженера-механика и ушёл работать. Отказавшись от военной деятельности, он стал активным участником общественной жизни украинской общины в США и отказался от своего реального имени, дабы семью на Украине не репрессировали за его активную украинскую деятельность. Несколько раз он избирался главой Объединения бывших военных УПА. В 1973 году им был создан в Торонто издательский комитет «Літопис УПА».
Скончался 1 января 1979 года в Детройте.